# Souroutont
Der Souroutont war ein Stückmaß in Französisch-Indien in der Provinz Pondichery. Es wurde im Handel mit Betel verwendet.
- 1 Souroutont = 3000 Stück Betelblätter
- 1 Adoucou = 48 Stück Betelblätter